# Dieta sem glúten

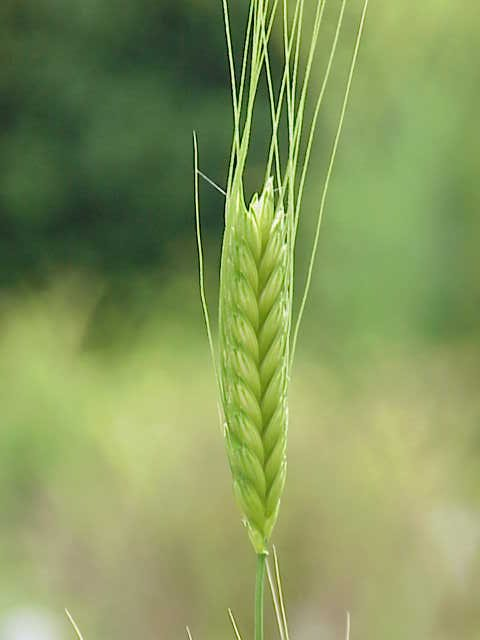
Trigo

A dieta sem glúten é uma dieta que exclui o glúten, uma mistura de proteínas que se encontram naturalmente no endosperma da semente de cereais da família das gramíneas (Poaceae), subfamília Pooideae, principalmente das espécies da tribo Triticeae, como o trigo, a cevada,  e  o centeio, incluindo todas as suas espécies e híbridos (como a espelta, o trigo de Khorasan e o triticale). A inclusão da aveia na dieta sem glúten é controversa. A avenina, proteína presente na aveia, também pode ser tóxica para portadores da doença celíaca. Sua toxicidade depende do cultivar consumido. Além disso, geralmente há contaminação cruzada da aveia com cereais que contêm glúten.
O glúten é capaz de causar problemas de saúde em portadores de doenças relacionadas ao glúten, que incluem a doença celíaca, a sensibilidade ao glúten não-celíaca, a ataxia por glúten, a dermatite herpetiforme e a alergia ao trigo. Nesses pacientes, a dieta sem glúten tem se demonstrado um tratamento efetivo. Além disso, pelo menos em alguns casos, a dieta sem glúten pode melhorar os sintomas gastrointestinais e/ou sistêmicos em outras doenças, como na síndrome do intestino irritável, artrite reumatoide, esclerose múltipla ou enteropatia do HIV, entre outras.
As proteínas do glúten apresentam um baixo valor nutricional e biológico e os grãos que contêm glúten não são essenciais para os seres humanos. Porém, uma seleção desbalanceada de alimentos e uma escolha incorreta de produtos sem glúten na alimentação podem levar a deficiências nutricionais. A substituição de cereais contendo glúten por farinhas sem glúten em produtos comerciais tradicionalmente produzidos com trigo ou outros cereais contendo glúten pode levar a uma menor ingestão de alguns nutrientes, como ferro e vitaminas do complexo B. Alguns produtos sem glúten vendidos no mercado não são enriquecidos/fortificados como os alimentos similares com glúten e, frequentemente, apresentam maior teor de lipídios e carboidratos. As complicações nutricionais podem ser prevenidas por uma correta educação dietética.
Uma dieta sem glúten deve ser baseada, naturalmente, em alimentos sem glúten com um bom equilíbrio de micro e macronutrientes. Carne, peixe, ovos, legumes, castanhas, frutas, vegetais, batatas, arroz e mandioca são todos apropriados. Se produtos sem glúten comercialmente preparados forem utilizados, é preferível que se escolham formas enriquecidas ou fortificadas com vitaminas e minerais. Além disso, uma alternativa saudável a esses produtos são os pseudocereais (como a quinoa, o amaranto e o trigo sarraceno) e outros cereais menores, que têm um alto valor nutricional e biológico.
Apesar de serem altamente recomendadas para celíacos, as dietas sem glúten têm sido alvo de estudos. Uma recente pesquisa descobriu que pessoas que adotaram dieta glúten free possuíam níveis mais elevados de mercúrio e arsênico decorrente da contaminação dos campos de produção de arroz (principal substituto do glúten).